# Концевич, Авдий Васильевич
Отец А́вдий Васи́льевич Конце́вич (1868 — 19??) — священник, член Государственной думы Российской империи I созыва от Волынской губернии.

## Биография
По национальности — «малоросс», то есть украинец. В 1888 году окончил Волынскую духовную семинарию по второму разряду. Служил священником в селе Седлище Ковельского уезда Волынской губернии. Октябрист.
15 апреля 1906 избран в Государственную думу Российской империи I созыва от общего состава выборщиков Волынского губернского избирательного собрания. Вошёл во фракцию «Союза 17 октября». 2 мая 1906 года вместе с Гейденом, Ерогиным и Способным присоединился к предложению 48 членов Думы, крестьян, отложить обсуждение ответного адреса на следующий день. При обсуждении проекта ответного адреса внёс поправки по вопросу о Государственном совете и по вопросу об удовлетворении требований отдельных национальностей. Дважды выступал во время обсуждения ответного адреса.
В 1911—1915 годах был Ковельским уездным наблюдателем школ и по должности членом Ковельского уездного отделения Волынского епархиального училищного совета.
Дальнейшая судьба и дата смерти неизвестны.
Есть сообщение, что 7 августа 1938 года священник о. Авдий Концевич служил в православной церкви села Подлужье одноименного повята, но не ясно был ли это бывший депутат Первой Государственный Думы или его полный тёзка, что нередко в среде духовенства.

## Комментарии
1. ↑  В современном источнике[1] русифицированное имя Авдей, но в источниках того времени именно Авдий[2][3].
2. ↑  В источнике[4] «Житомирская духовная семинария», но Волынская семинария была переведена в Житомир только в 1902 году.